# Hari's on Tour (Express)
«Hari's on Tour (Express)» es una canción del músico británico George Harrison, publicada en el álbum de estudio Dark Horse (1974). Utilizada como cara B del sencillo «Ding Dong, Ding Dong» en Norteamérica y de «Dark Horse» en Gran Bretaña y otros países europeos, es el segundo tema instrumental de la carrera en solitario de Harrison, junto a «Marwa Blues» del álbum Brainwashed (2002).
Harrison grabó «Hari's on Tour (Express)» en abril de 1974 durante una sesión espontánea en Friar Park con la banda L.A. Express, que había salido de gira anteriormente como banda de apoyo de Joni Mitchell. Fue la primera canción que incluyó la participación de Tom Scott, quien se convirtió en un habitual colaborador durante la primera y única gira que Harrison llevó a cabo en Norteamérica, como promoción de Dark Horse, junto a Ravi Shankar.
«Hari's on Tour (Express)» fue interpretada como canción de apertura a lo largo de la gira entre noviembre y diciembre de 1974. Aunque varios críticos y biógrafos han señalado su presencia en Dark Horse de forma negativa, reseñas de la gira identificaron la canción como un tema de apertura efectivo para los conciertos. «Hari's on Tour» es una de las dos canciones de la gira que han sido publicadas oficialmente, con una versión corta incluida en el EP de edición limitada Songs by George Harrison Volume 2 en 1992.

## Personal
- George Harrison: guitarra acústica y guitarra slide
- Tom Scott: saxofón
- Robben Ford: guitarra eléctrica
- Roger Kellaway: piano y órgano
- Max Bennett: bajo
- John Guerin: batería
- Sin acreditar: pandereta